# Askeptosaurus

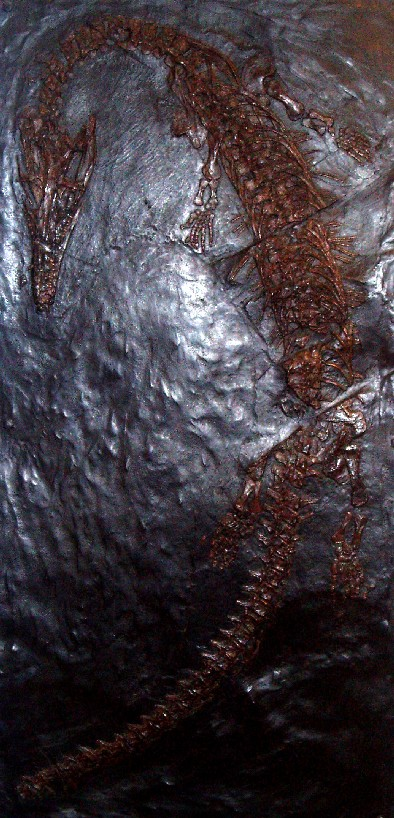
Az Askeptosaurus italicus egy besanói lelete

Az askeptosaurus nem a triász időszak középső részének egyik genusa. A két halántékablakos sauropsidák közé tartozott, ebből a vízi életmódhoz jól alkalmazkodó Thalattosauria rendbe. Elnyújtott, vékony teste, nagyon hosszú nyaka és farka, úszóhártyás lábai voltak. A farok elérheti a teljes testhossz (körülbelül 2 méter) felét is. Állkapcsa erősen megnyúlt halevő képlet. Nagy szemei, illetve a szemgödröket körülvevő, a nyomástól védő csontgyűrű jelenléte a mélyvízi vadászatot valószínűsíti.
Típuspéldányát báró Nopcsa Ferenc, a híres magyar paleontológus írta le 1925-ben.
Vízhez való alkalmazkodásának foka a Nothosauria rendéhez (például Nothosaurus) hasonló, nem éri el a Plesiosauria rendét. Testalkatából következően mozgása angolnaszerű lehetett.
Lelőhelyei Észak-Olaszországban és Dél-Svájcban vannak, legtöbb jó megtartású fosszíliája Monte San Giorgio bitumenes palájából került elő.
Rokonsága az Endennasaurus, Miodentosaurus, Nectosaurus, Anhsunsaurus, Clarazia, Hescheleria, Xinpusaurus és Thalattosaurus nemekben található meg. E nemek Kaliforniától Európán keresztül Kínáig megtalálhatók. Ezek közül a kínai Xinpusaurus és a kaliforniai Nectosaurus alkot monofiletikus csoportot, a Monte San Giorgio paláiban talált Clarazia, Hescheleria egy másik monofiletikus csoport, míg az Askeptosaurus az összes többitől elkülönülő ágazat.